# Miitomo
Miitomo war die erste mobile App des Spieleentwicklers Nintendo, die am 31. März 2016 für Android und iOS erschienen war und am 9. Mai 2018 eingestellt wurde.

## Namensherkunft
Das Wort Miitomo setzt sich aus Mii, der Name eines digitalen Avatars, der nur auf den neueren Nintendokonsolen verfügbar ist und auf dem englischen Wort „me“ (mir/mich, umgangssprachlich auch ich) basiert, sowie „Tomodachi“ (japanisch 友達, dt. Freund) zusammen.

## Funktionsweise
Miitomo war eine Messaging-App, die unter anderem schüchternen Menschen helfen sollte, neue Freunde zu finden. Nachdem man sich ein Mii erstellt hatte, bekam man immer wieder Fragen gestellt, die dann an Freunde weitergeleitet wurden, mit dem Hintergrund, diese besser kennenzulernen. Die App ist kostenlos, es ist jedoch möglich, durch Mikrotransaktionen zusätzliche Inhalte wie neue Kleidung für die Charaktere freizuschalten.

## Systemanforderungen
- iOS: iOS 7.0 oder neuer, unterstützt werden iPhone (ab iPhone 4s), iPod touch und iPad
- Android: Android 4.1 oder neuer, manche Geräte sind möglicherweise nicht kompatibel.

Es ist keine Mobilfunknummer nötig, aber ein aktiver Internetzugang.